# Yes (中村あゆみのアルバム)
『Yes』（イエス）は、中村あゆみ12枚目のスタジオ・アルバム。2005年7月20日発売。発売元は、WAVE MASTER。

## 解説
10年ぶりのオリジナル・アルバム。それまでの中村のパワフルなボーカルに加え、大人の魅力を感じることができる1枚。作詞は共作も含めると全曲を手掛けている。

## 収録曲
1. CARNIVAL（4:08）
2. Survivor　（4:18）
3. 君のBreath　（5:14）
4. Yes　（5:15）
5. 抱きしめて （5:12）
6. Daddy　（4:24）
7. Lotta Love　（4:19）
8. 愛と平和　（5:14）
9. ヴィーナスのように　（4:02）
10. シグナルING　（4:33）
11. クリームシチュー　（5:02）
12. Rainy Days　（5:30）
13. Birthday 39　（3:27）

## 作詞・作曲
- 作詞：中村あゆみ（1.3.6.7.8.9.12）／中村あゆみ・吉田建美（2.5.10.11.13）／中村あゆみ・内藤てんし（4）
- 作曲：鎌田ジョージ（1.3.8.12.13）／岡田実音（2.4.10）／松本潤一（11）中村あゆみ・鎌田ジョージ（5.7）／中村あゆみ・松本潤一（6.9）